# Esmaa Alariachi
Esmaa Alariachi (Amsterdam, 1979) is een Nederlandse televisiepresentator, onderwijzeres Engels aan een zmok-school en doktersassistente. Ze werd bekend door haar rol in de televisieserie "De Meiden van Halal" van de NPS, een serie waarin Esmaa en haar zussen Jihad en Hajar, Marokkaans-Amazigh moslima's uit Amsterdam-West, op pad gaan om in gesprek te gaan met andersdenkenden.
Alariachi volgde een middelbareschoolopleiding op het Hervormd Lyceum West in Amsterdam. Daarna volgde ze de mbo-opleiding tot doktersassistente. Vervolgens rondde ze de opleiding tot docent Engels af. Ze heeft daarnaast een opleiding op een English Language School in Phuket in Thailand gevolgd en Arabisch op een instituut in Jordanië.
Alariachi was columniste op de website Wijblijvenhier.nl. In 2006 werden zij en haar zussen verkozen tot Moslim van het jaar georganiseerd door Wijblijvenhier.nl en Inspirator van het jaar  voor hun rol in de integratie van allochtonen in Nederland.
Op 17 januari 2007 won Alariachi met 123 punten in de categorie "Bekende Nederlander" De Nationale IQ Test van BNN van dat jaar. Ze bereikte de derde plaats bij De Nationale Bijbeltest 2008 met een 6,7.
Ze heeft aan talloze andere televisieprogramma's deelgenomen, zoals de Slimste mens, Ik hou van Holland, de Pelgrimscode, de Kist. Esmaa is vaker aangeschoven bij praatprogramma's om mee te praten over verschillende maatschappelijke onderwerpen. 
Als presentatrice was ze te zien in het programma Mama's van Halal, Mijn moskee is Top maar ook het Ramadan journaal. Als sidekick was ze te zien in het dagelijks EO actualiteitenprogramma Knevel en van den Brink. 
Momenteel presenteert ze haar eigen online talkshow genaamd talkshow Esmaa te zien op youtube via www.esmaa.nl. Ook is ze voorzitter van de Nederlandse Moslimvrouwen organisatie Al Nisa.

## In de media
Alariachi en haar zussen kwamen in het nieuws toen zij op 31 oktober 2006 in het televisieprogramma Pauw & Witteman geen afstand wensten te nemen van een grievende uitspraak van imam Fawaz over Ayaan Hirsi Ali en Theo van Gogh, die door de imam een dodelijke ziekte toegewenst kregen. De vrouwen vonden de uitspraak in strijd met de islam maar wilden die niet veroordelen. Eerder al, in 2005, had Alariachi in een column geschreven dat Van Gogh een provocateur pur sang was.